# Барыл, Клавдия Фёдоровна
Клавдия Фёдоровна Барыл (укр. Клавдія Федорівна Барил, род. 18 марта 1949, с. Большие Солонцы Полтавский район Полтавской обл., УССР) — украинская актриса. Народная артистка Украины (2004).

## Биография
Клавдия Фёдоровна родилась 18 марта 1949 года в с. Великие Солонцы Полтавского р-на Полтавской обл., в семье крестьянина.
В 1968 году закончила Днепропетровское театральное училище им. Глинки (в настоящее время Днепропетровский театральный колледж). Сразу по окончании училища была приглашена в Винницкий музыкально драматичный театр имени  Н. Садовского на должность артистки драмы.

## Признание и награды
12 октября 1993 года указом Президента Украины Леонида Кравчука получила звание Заслуженной артистки Украины. А 26 марта 2004 года указом Президента Украины Леонида Кучмы Клавдии Фёдоровне было присвоено почётное звание Народной артистки Украины.

## Роли в театре
Клавдия Барыл является ведущей артисткой Винницкого областного украинского академического музыкально-драматического театра имени Садовского. Свыше 170 сценических образов воплотила Клавдия Федоровна на сцене винницкого театра. Зрителям хорошо известны её роли в спектаклях:
- Мать Маруси — «Маруся Чурай» (Л. Костенко). Реж. — В. Селезнёв,
- Дженни, жена Ферекиса — «Нужен лгун» (Д. Псафаса). Реж. — В. Селезнёв,
- Анна Андреевна, жена городничего — «Ревизор» (Н. Гоголя). Реж. — В. Селезнёв,
- Мария Хосефа, мать — «Дом Бернарды Альбы» (Ф. Г. Лорка). Реж. — Т. Славинская,
- Настя — «Украденное счастье» (И. Франка). Реж. — А. Канцедайло,
- Марселина — «Безумный день, или Женитьба Фигаро» (Бомарше). Реж. — В. Селезнёв,
- Жена Вадима — «Осенняя мелодия» (В. Селезнёва). Реж. — В. Селезнёв,
- Леоне — «Ужасные родители» (Ж. Кокто). Реж. — А. Суханов ,
- Клеопатра Львовна Мамаева — «Так выходят в люди» (A. Островского). Реж. — В. Селезнёв,
- Наталья — «Незаконченная история» (В. Селезнёва). Реж. — В. Селезнёв,
- Габи — [lib.ru/PXESY/TOMA_R/8_zhenshin.txt «Восемь любящих женщин»] Р.Тома Режиссёр: Т. Славинская

## Роли в кино
- «Родина Северяна Белкания»,
- «Возвращение Мухтара»,
- «Моцарт»,
- «Фатальная ошибка».